# Almindelig solsikke
Almindelig Solsikke (Helianthus annuus) eller blot Solsikke er en plante som kan blive op til tre meter høj. Blomsterne er gule og brune og meget store. Frøene er værdsatte af f.eks. fugle.

## Solsikkens blomst
Alt efter sort kan blomsterkurven have en diameter på mellem 5 og 50 cm. Den almindelige solsikkeblomst har gule randkroner og en brun midte, som består af en masse små kerner. Der findes også røde, orange og næsten sorte solsikker.
Som hos mange andre dækfrøede planter er solsikkens blomster farvestrålende, og duftene skal tiltrække insekter, så blomsterne kan bestøves. Solsikken formerer sig ved kønnet formering.Blomsterstøv fra plantens pollen smelter sammen  i frugtanlægget. Ved dyrkning er det vigtigt, at planten har de mest optimale forhold, for at bestøvningen lykkes.
Solsikken er ikke én blomst, men består af mange hundrede ligesom hos andre planter i kurvblomst-familien. Hver af 'felterne' inde i midten af 'blomsten' er en blomst, og hver af de gule 'kronblade' er en blomst, der blot ligner et kronblad fra en normal blomst. Blomsterne konkurrerer om at få lokket bestøverne hen til sig. For at tiltrække bestøvere har nogle blomster som f.eks. solsikke en mørkere midte, der kun kan opdages under ultraviolet lys, som insekterne kan se.

## Anvendelse

### Solsikkefrø
Frugterne, som kaldes solsikkefrø, bruges ofte som fuglefoder, for eksempel på fuglebræt. Desuden kan de anvendes i bagværk, salater og som snacks. Solsikkefrø kan afhængigt af oprindelse, indeholde en del tungmetal, f.eks. cadmium. Derfor anbefaler Fødevarestyrelsen, at man ikke spiser solsikkekerner i større mængder. Fødevarestyrelsen understreger dog, at solsikkekerner i begrænset omfang kan benyttes i brød.

### Solsikkeolie
Solsikken dyrkes også til olieproduktion. Fra frugterne kan man presse solsikkeolie, en gylden, tyndtflydende, mild og fed olie som tørrer ind ved længere kontakt med luft. Den har en behagelig smag og er opløselig i æter og alkohol. Kemisk set består den af olein, palmitin, stearin og linolein. Olien bruges som madolie (koldpresset) og til lak og sæbe (varmpresset).
Det som resterer når olien er presset ud, bruges som dyrefoder.
- Solsikkestængel og blomsterbæger danner en 120° vinkel, så solsikkeblomsten kan absorbere meget sollys med en vinkel på 30° over horisonten. Blomsten opnår belastningsmodstand i vinklen ved at gøre stilken tykkere. Forsvarshårene beskytter mod rovdyrs indtrængen til blomsten
- Bestøvning af solsikke foretages af forskellige insekter, her af en humlebi
- Efter blomstring er solsikkefrøet synligt.